# Anders Zorn
Anders Leonard  Zorn (Mora, Dalarna, 18 de fevereiro de 1860 — Mora, Dalarna, 22 de agosto de 1920) foi um dos maiores pintores suecos que ganhou reputação como um artista de retratos.
Em Mora, cidade onde o artista nasceu, existe um museu dedicado aos seus trabalhos - o Zornmuseet (Museu de Zorn).
Ele se tornou famoso por suas pinturas do povo de Dalarna, região de onde veio, e suas pinturas de nudez em espaço aberto, além de suas vívidas representações da água.
Realizou sete viagens aos Estados Unidos da América e entre seus trabalhos encontram-se retratos de três diferentes presidentes estadunidenses, entre eles o retrato do presidente Grover Cleveland em 1899.

## A Paleta Zorn
Zorn é conhecido por usar uma paleta de cores básica consistindo de branco de chumbo (alvaiade), amarelo-ocre, vermelhão e preto de marfim. Esta paleta de cores limitada mostra uma gama enorme em termos de mistura de cores. Uma grande variedade de faixas tonais com as quais são possíveis se misturarem, e é considerada como um desenvolvimento muito importante para a pintura de retratos. No entanto, a paleta de cores também pode ser usada em naturezas mortas e pinturas de paisagens sob certas circunstâncias. O aspecto mais marcante é que um tipo de cor verde-oliva pode se obter misturando preto de marfim e amarelo-ocre, já que o preto de marfim é azulado por natureza.

## Galeria

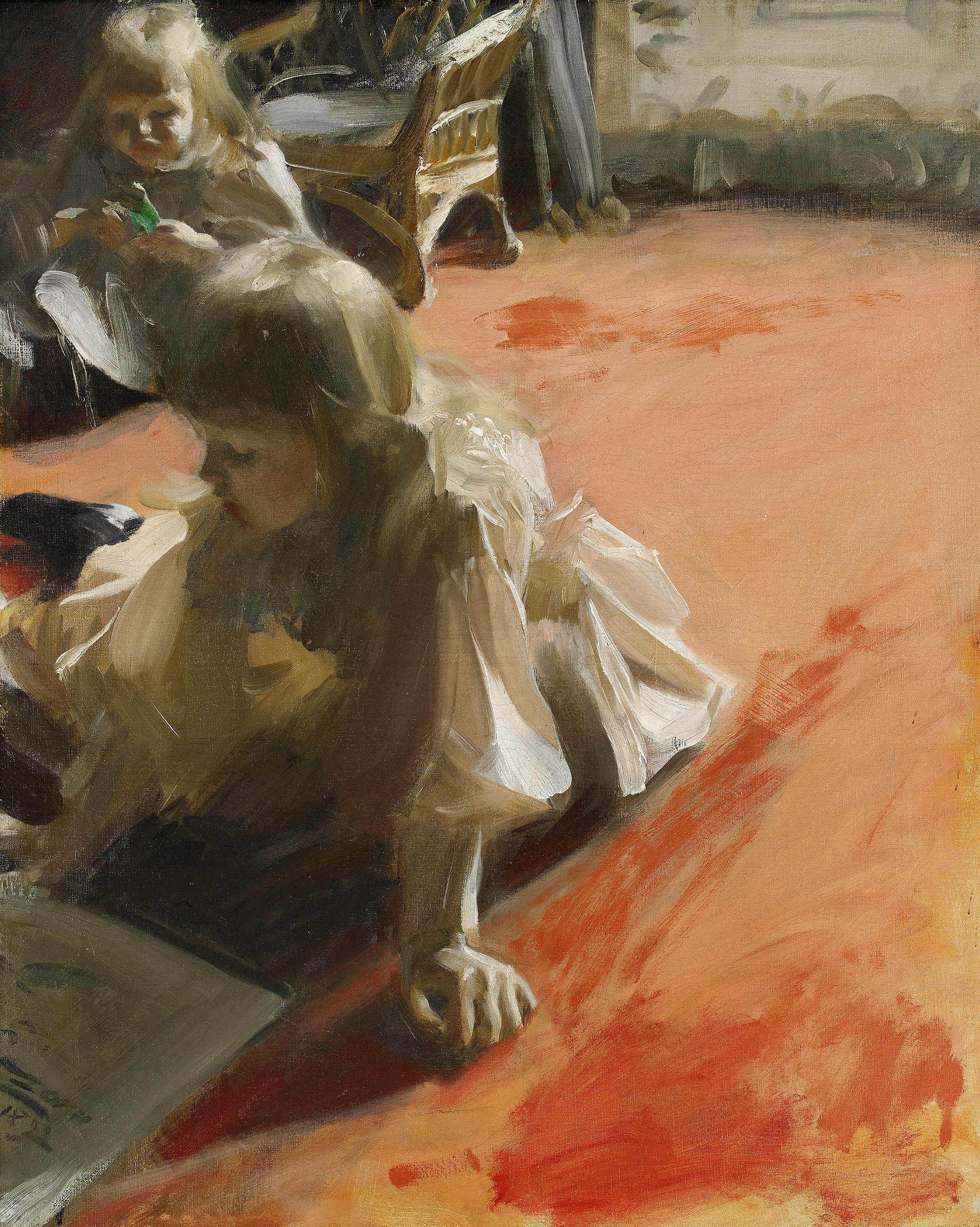
Portret van de dochters van Ramón Subercaseaux
1892.[6]
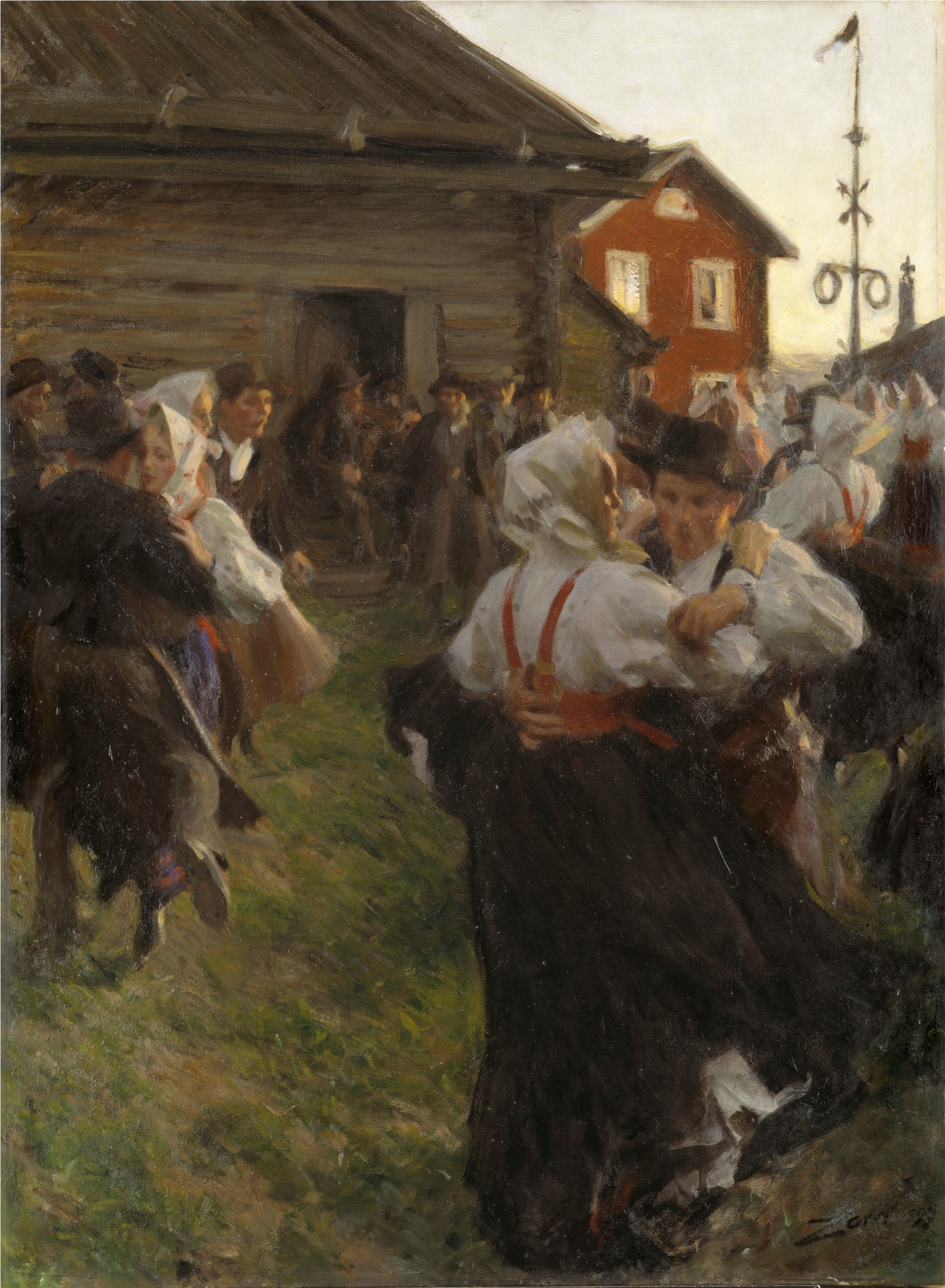
Midsommardans Dança da Festa de verão 1897.
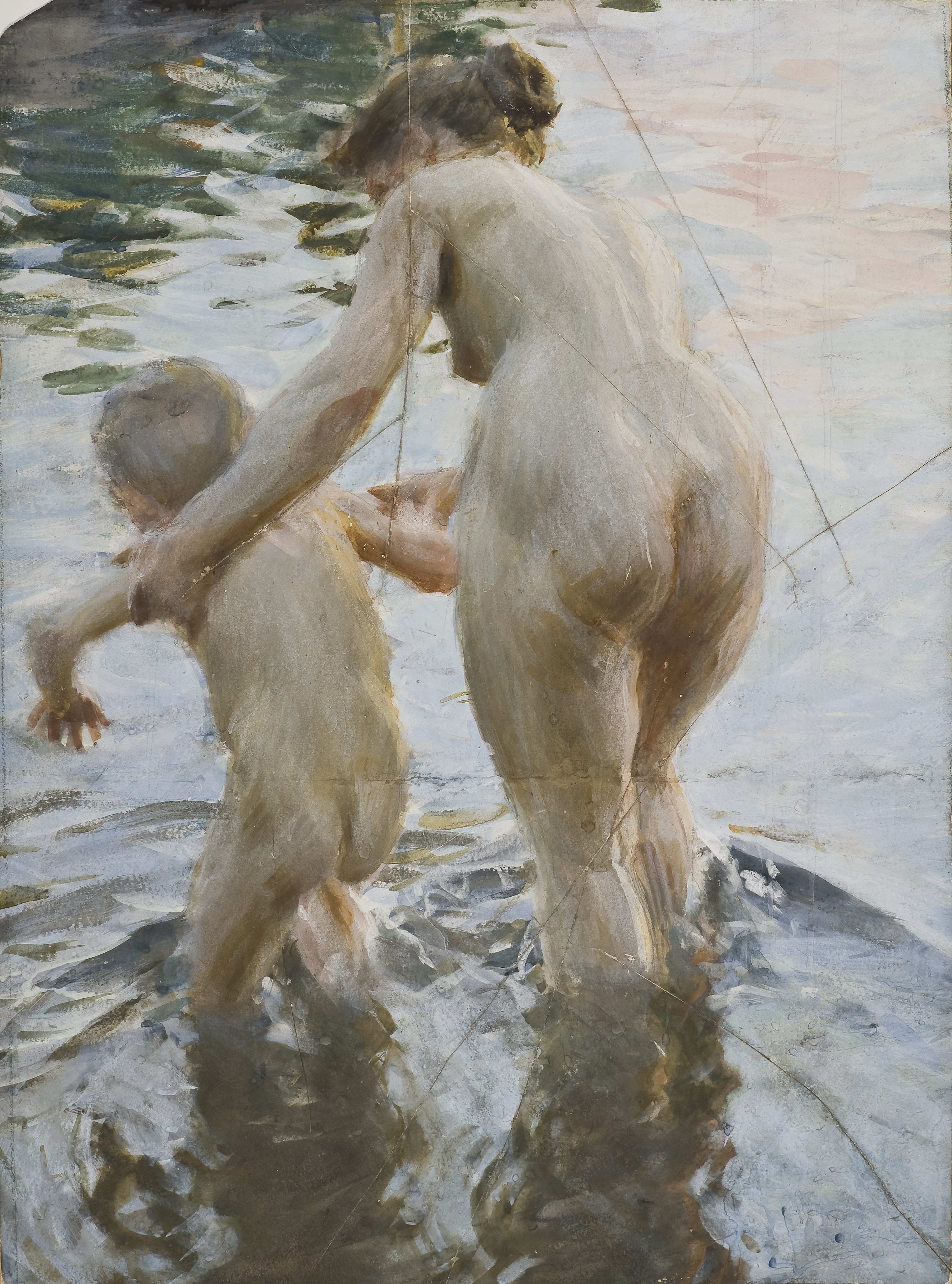
En premiär A primeira vez 1888.
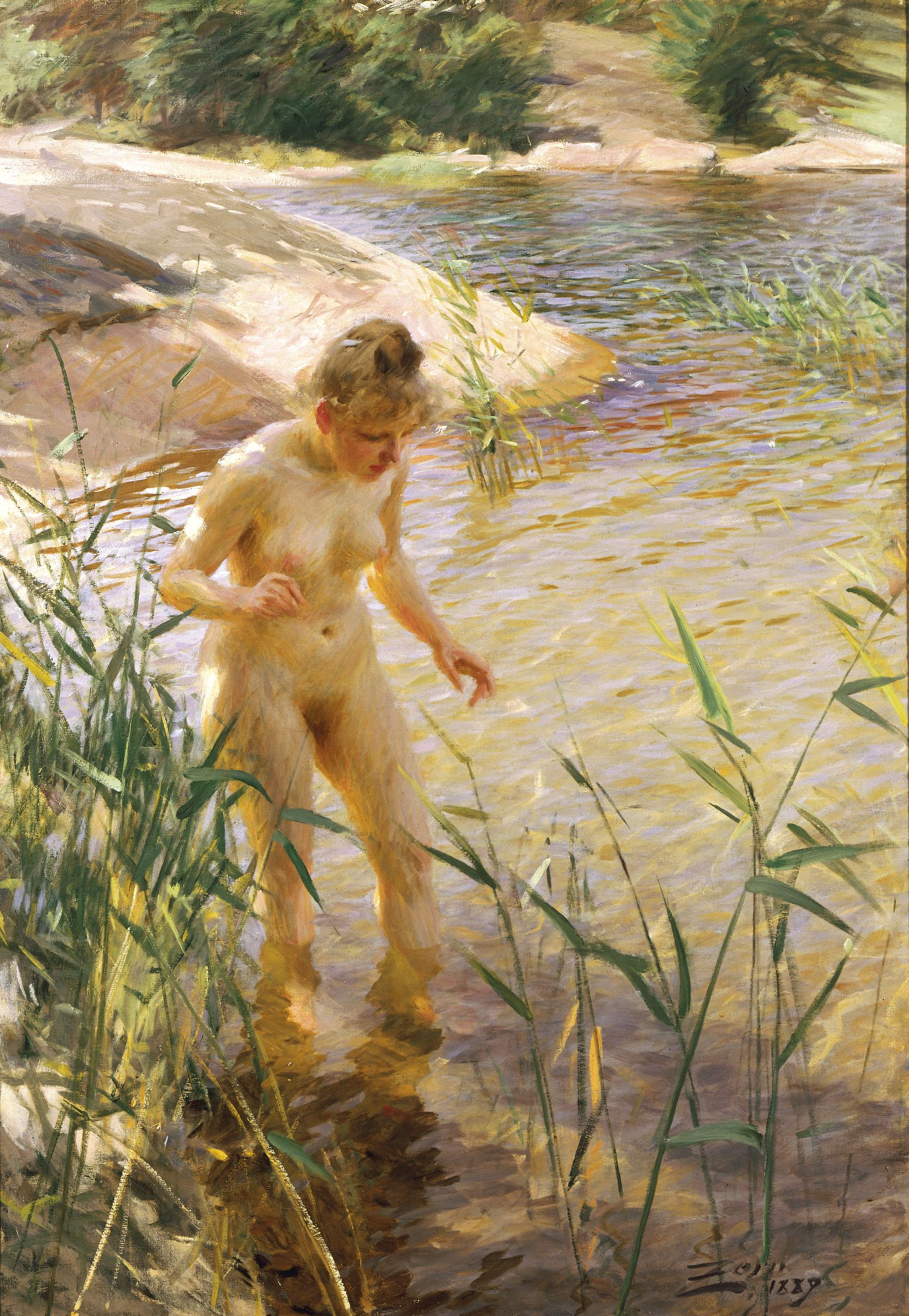
Reflexer Reflexos (1889).
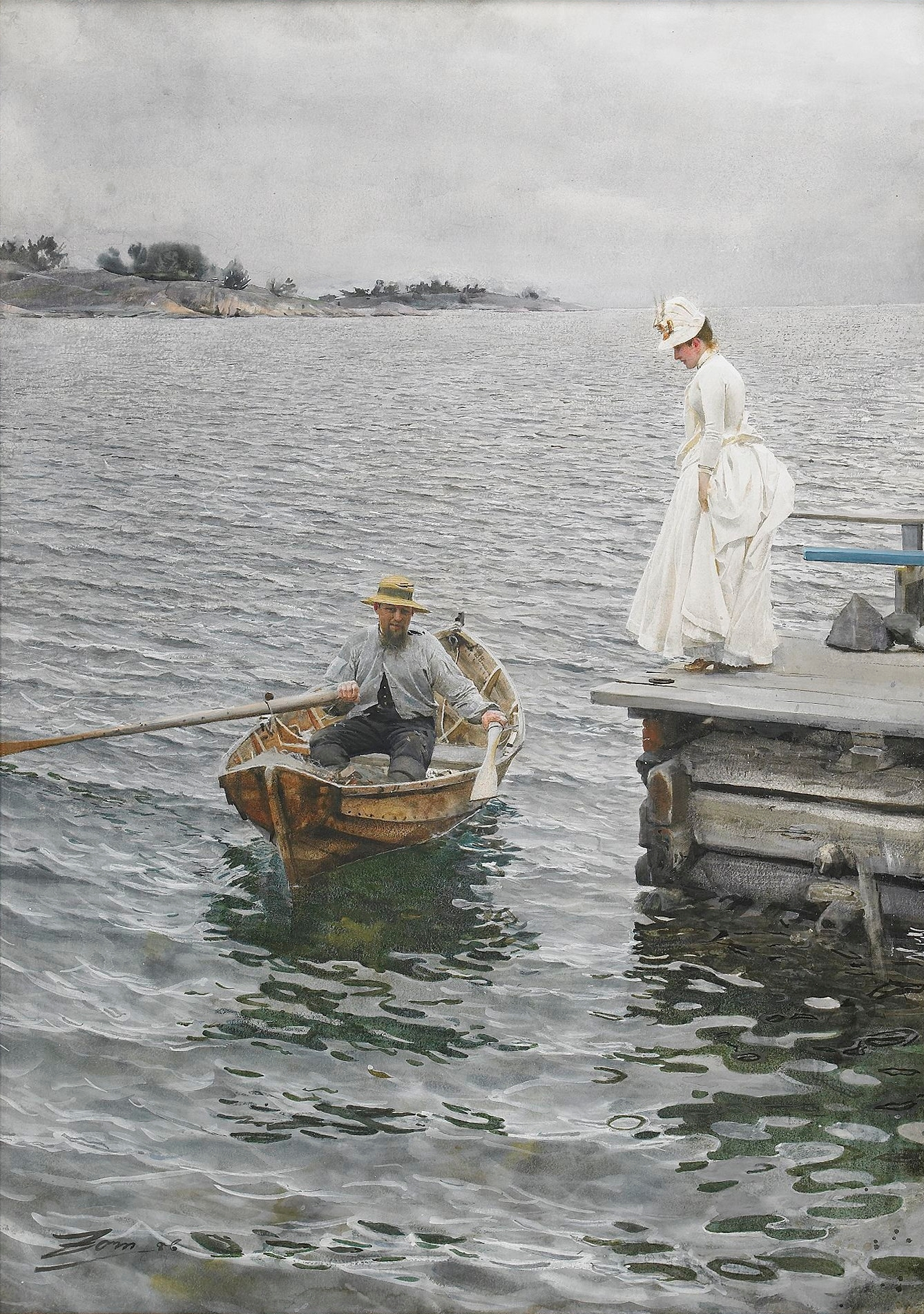
Sommarnöje Prazer de verão 1886.
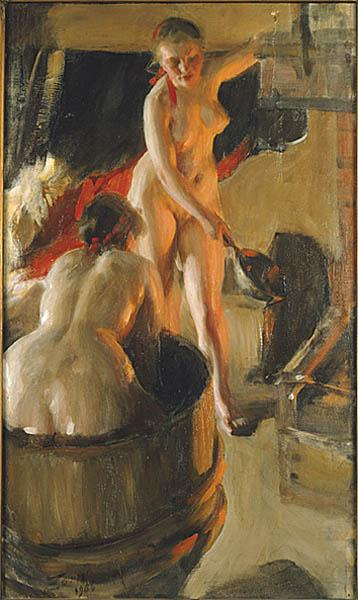
Badande kullor i bastun Moças da Dalarna fazendo sauna 1906.
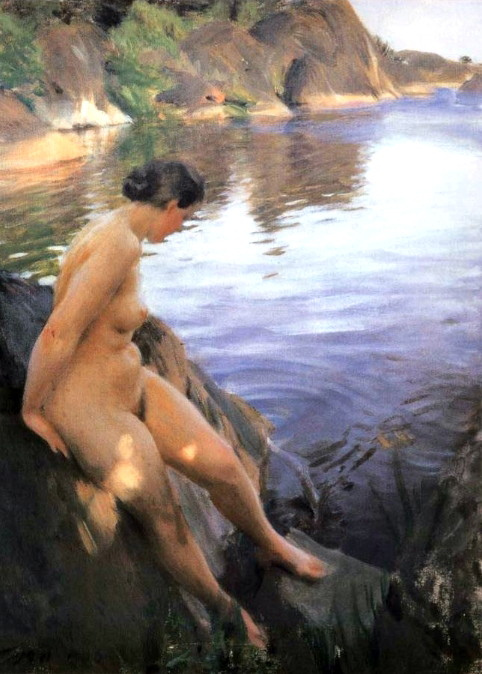
På Sandhamn Em Sandhamn 1906.
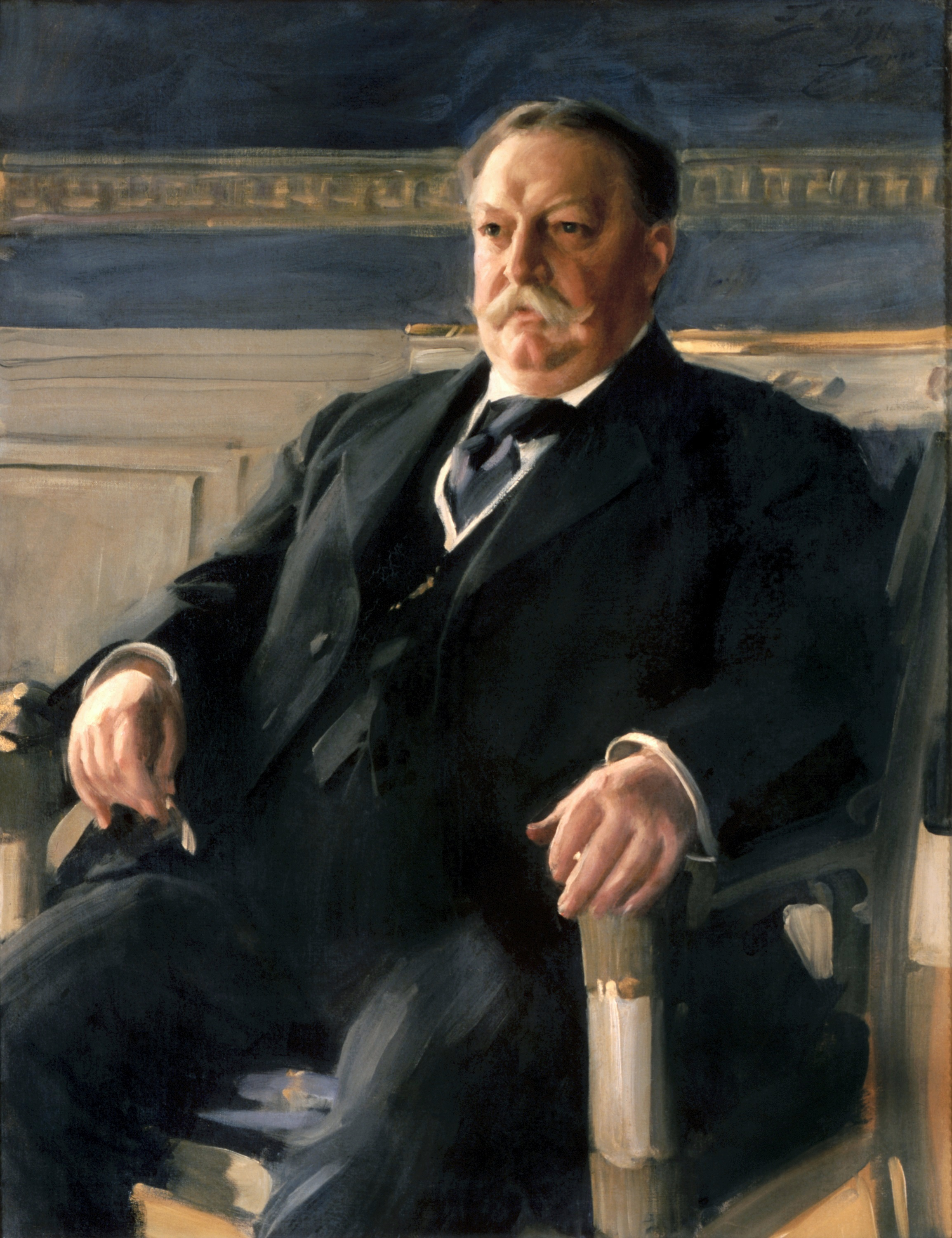
President William Taft
1911.[11][9]
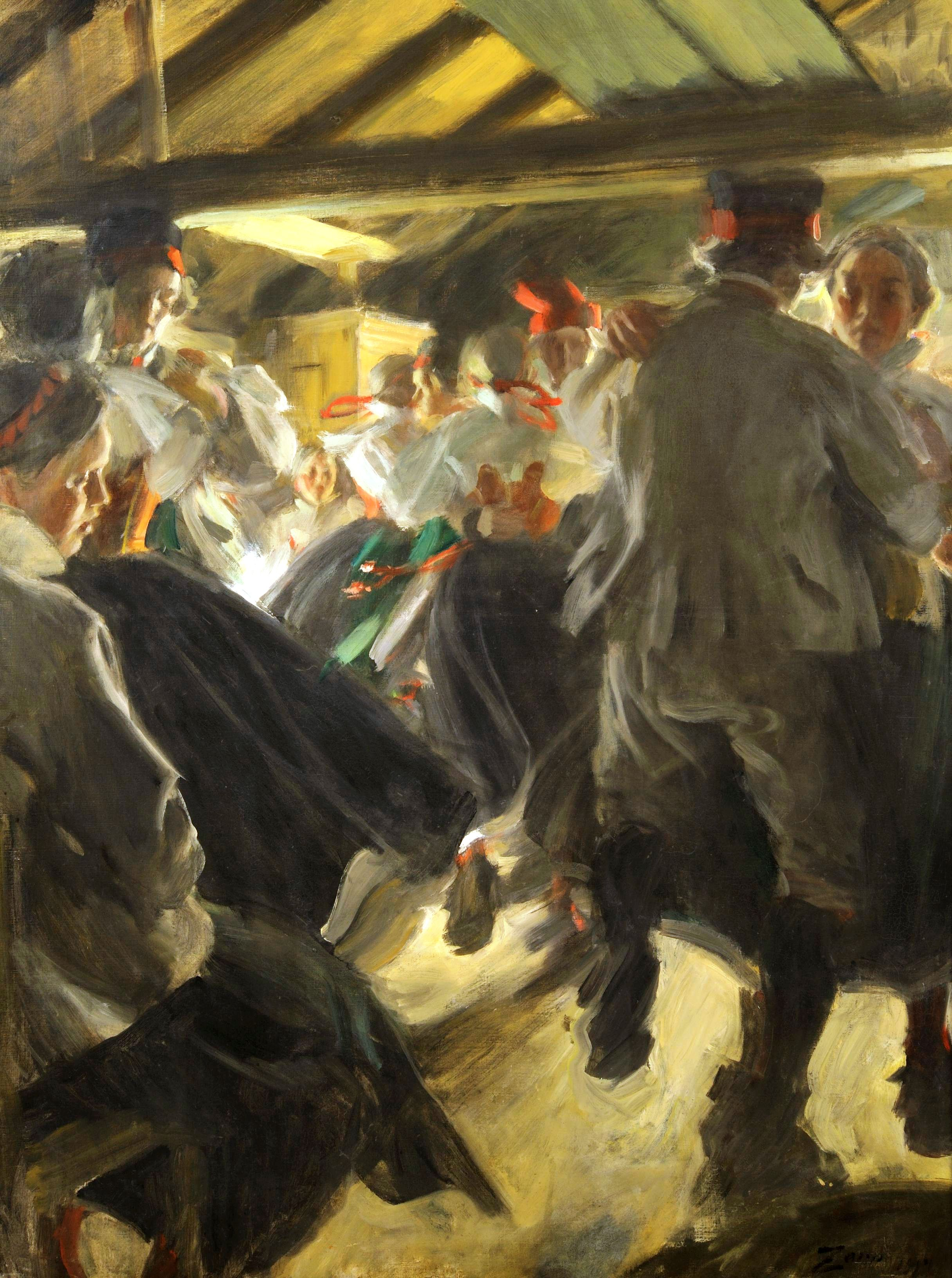
Dans i Gopsmorstugan
1914.[12][9]